# Leif Högström
Leif Högström, född 4 juli 1955 i Bredäng och är en svensk fäktare.
Han blev olympisk guldmedaljör i Montréal 1976.